# Język zemgalski
Język zemgalski (semigalski) – wymarły język z zespołu wschodniobałtyckiego języków bałtyckich, którym posługiwali się Zemgalowie w Semigalii (wchodzącej w skład obecnej Łotwy).